# Eriocephalus klinghardtensis
Eriocephalus klinghardtensis е вид растение от семейство Сложноцветни (Asteraceae).

## Разпространение
Видът е разпространен в Намибия.